# Kljunači
Kljunači (znanstveno ime Scolopacidae) so družina ptic iz reda pobrežnikov. Opisanih je 98 recentnih vrst, od tega dve nedavno izumrli, ki jih združujemo v 15 rodov.

## Opis
Večinoma so srednje veliki ptiči s slokim ovalnim telesom, dolgimi nogami in majhno glavo. Kljun je kratek do zelo dolg, lahko raven, rahlo navzdol ali navzgor ukrivljen. Praviloma so zemeljskih, nevpadljivih barv s svetlejšim trebuhom, kar jih pomaga skriti med vodnim in talnim rastlinjem, kjer iščejo hrano, le pri nekaterih vrstah so samci bolj živo operjeni od samic.
Z dolgimi kljuni iščejo plen – razne male nevretenčarje – v blatu, pri čemer si pomagajo z občutljivo konico. Nekatere vrste dopolnjujejo prehrano s semeni, koreninicami in poganjki, predvsem pozimi. Razmnoževanje je izjemno raznoliko in vključuje večino različnih sistemov, ki so znani pri ptičih, večina pa je monogamnih.

## Habitat in razširjenost
Zaradi načina prehranjevanja so vezani na vlažne habitate, najbolj so znani kot prebivalci blatnih ravnic v estuarijih in večjih zalivih, veliko pa jih gnezdi tudi v tundri severnejših zemljepisnih širin. Kot družina so razširjeni po vsem svetu. Zaradi uničevanja habitatov so številne vrste ogrožene, skoraj tretjina je prepoznanih kot ogroženih po kriterijih Svetovne zveze za varstvo narave (IUCN), ogroža pa jih tudi lov.

## Sistematika
Seznam rodov:
- Bartramia
- Numenius
- Limosa
- Arenaria
- Prosobonia
- Calidris
- Limnodromus
- Scolopax
- Coenocorypha
- Lymnocryptes
- Gallinago
- Xenus
- Phalaropus
- Actitis
- Tringa